# 休日ニ関スル件
休日ニ関スル件（きゅうじつにかんするけん）は、祝祭日（休日）について規定した日本の勅令である。

## 概要
1912年（大正元年）9月4日に公布（大正元年勅令第19号）され、即日施行。同時にそれまでの年中祭日祝日ノ休暇日ヲ定ム（明治6年太政官布告第344号）は廃止された。
年中祭日祝日ノ休暇日ヲ定ムから元始祭（1月3日） 、新年宴会（1月5日）、紀元節（2月11日）、神武天皇祭（4月3日）、神嘗祭（10月17日）、新嘗祭（11月23日）、春季皇霊祭（春分日）、秋季皇霊祭（秋分日）を継承。明治天皇崩御ならびに大正天皇践祚に伴い、先帝祭は孝明天皇祭（1月30日）から明治天皇祭（7月30日）に移動、天長節は8月31日に移動となった。
1913年（大正2年）7月16日の改正（大正2年勅令第259号）により、天長節祝日（10月31日）を追加。大正天皇誕生日の8月31日が盛暑期であるため、式典の斎行が困難とされて設けられた。なお、式典の斎行日が移動しただけであり、8月31日が天長節として休日であることに変わりは無く、休日が1日増えることとなった。
1927年（昭和2年）3月4日の全部改正（昭和2年勅令第25号）により、明治節（11月3日）を追加。大正天皇崩御ならびに昭和天皇践祚に伴い、先帝祭は明治天皇祭から大正天皇祭（12月25日）に移動、天長節は4月29日に移動となり、盛暑期を理由にした天長節祝日は廃止された。天長節祝日廃止により休日が1日減ってしまうところを明治節で穴埋めする格好になっている。
1948年（昭和23年）7月20日、国民の祝日に関する法律（昭和23年法律第178号）附則第2項により、同法の施行と同時に廃止された。